# Stizolestes mayi
Stizolestes mayi là một loài ruồi trong họ Asilidae. Stizolestes mayi được Edwards miêu tả năm 1932. Loài này phân bố ở vùng Tân nhiệt đới.